# Elaeosticta glaucescens
Elaeosticta glaucescens är en växtart i släktet Elaeosticta och familjen flockblommiga växter.
Arten förekommer i östra Turkiet, Kaukasus och nordvästra Iran. Den beskrevs först av Augustin Pyrame de Candolle som Bunium glaucescens 1830, och fick sitt nu gällande namn av Pierre Edmond Boissier 1849.